# جیسونویل (ایندیانا)
جیسونویل، ایندیانا (به انگلیسی: Jasonville, Indiana) یک شهر در ایالات متحده آمریکا با جمعیت ۲٬۲۲۲ نفر است که در ایندیانا واقع شده‌است.

## موقعیت جغرافیایی
موقعیت جغرافیایی شهرها و مناطق اطراف به شرح زیر است: